# 杉幸彦
杉 幸彦（すぎ ゆきひこ、1932年6月12日 - 1998年8月12日）は、日本の元俳優。福岡県福岡市地行東町出身。本名同じ。

## 来歴・人物
俳優・杉狂児の四男。1941年、世田谷区立松沢小学校在学中、島耕二監督映画『次郎物語』の主人公で映画デビュー、この作品では主人公次郎役を幸彦と実兄・杉裕之の二人で演じる。映画の前半では幸彦が演じ、後半を裕之が演じた。1942年、東宝に入社し『翼の凱歌』などに出演するが、その後はしばらくまで学業に専念する。
中学、高校は明星学園を卒業、1955年に明治大学文学部演劇科を卒業したのち再び俳優を志す。同年5月、日活に入社しアクション映画に多数出演。1962年、日活を退社してフリーとなりテレビなどに出演する。1972年に丘企画を設立、製作者として千葉テレビの教育番組などを制作していた。
1998年8月12日、死去した。満66歳没。

## 出演作品

### 映画
- 次郎物語（1941年、日活多摩川） - 次郎（幼年時代）
- 翼の凱歌（1942年、東宝）
- 月夜の傘（1955年、日活）
- 未成年（1955年、日活）
- 続警察日記（1955年、日活）
- 神阪四郎の犯罪（1956年、日活）
- 浴槽の死美人（1956年、日活）
- 雑居家族（1956年、日活）
- 燃ゆる黒帯 花の高校生（1956年、日活） - 溜池
- 逆光線（1956年、日活） - 伊原四郎
- 青い怒涛（1956年、日活） - 受戸弘
- 乳母車（1956年、日活） - 八木清一
- 沖縄の民（1956年、日活） - 壕の中の兵
- 牛乳屋フランキー（1956年、日活） - 若いお巡りさん
- 人間魚雷出撃す（1956年、日活） - 久波上曹
- 危険な関係（1957年、日活） - ボーイC
- ジャズ娘誕生(1957年、日活） - 杉君
- 勝利者(1957年、日活）
- 殺したのは誰だ（1957年、日活）
- 狂った関係（1957年、日活） - 大学生大杉
- 誘惑（1957年、日活） - 大林英吉
- 高校四年生（1957年、日活） - 秋沢修二
- 九人の死刑囚（1957年、日活） - 高崎
- 十代の罠（1957年、日活） - 石井利男
- 十代の恋よさようなら（1958年、日活） - 耕吉
- お月さん今晩わ（1958年、日活） - 倉田
- 美しい庵主さん（1958年、日活） - 県立大学の学生A
- アンコなぜ泣く（1958年、日活） - 小柳英次
- 悪魔と天使の季節（1958年、日活） - 三村
- 完全な遊戯（1958年、日活） - 学生金貸し
- 紅の翼（1958年、日活）
- 嵐を呼ぶ友情（1959年、日活） - レッド＆ブルーのバンドメンバー
- JA750号機行方不明（1959年、日活）
- 世界を賭ける恋（1959年、日活） - 長谷川
- 海底から来た女（1959年、日活） - 男B
- 事件記者 姿なき狙撃者（1959年、日活）
- キャンパス110番 学生野郎と娘たち（1960年、日活） - 男子学生塩原
- 海から来た流れ者（1960年、日活） - 中山
- 金語楼の俺は殺し屋だ！（1960年、日活）
- 海の情事に賭けろ（1960年、日活）
- 都会の空の用心棒（1960年、日活） - 川村
- 太平洋のかつぎ屋（1961年、日活） - 小森
- 街に気球があがる時（1961年、日活）
- さよならの季節（1961年、日活） - 清水
- 喜劇 駅前飯店（1962年、東宝） - 村木五郎

### テレビドラマ
- JNR公安36号 第18話「あざ笑う虹」（1962年、NET）
- 青年同心隊 第3話「虹を追っかけろ」（1964年、TBS）- 清吉
- 鉄道公安36号（NET） 
  - 第95話「途中下車」（1965年）
  - 第185話「狙われた博多人形」（1966年）